# Aeroportul Birdsville
Aeroportul Birdsville (IATA: BVI, ICAO: YBDV) este un aeroport din Queensland, Australia ce deservește zona Birdsville. A fost numit după zona deservită.
Situat la o altitudine de 49 m, aeroportul dispune de o singură pistă. Este operat de Shire of Diamantina⁠(d).